# Westfälische Landes-Eisenbahn

Historisches Logo der WLE

Die Westfälische Landes-Eisenbahn GmbH (WLE) ist ein Eisenbahnverkehrs- und Eisenbahninfrastrukturunternehmen innerhalb der Westfälischen Verkehrsgesellschaft (WVG) mit Sitz in Lippstadt. Die WLE bildet die Eisenbahnabteilung (Betriebsleitung, Betriebsdisposition, Bautechnik, Maschinentechnik, Vertrieb usw.) der WVG.
Von Lippstadt aus werden auch die Eisenbahn-Schwesterbetriebe Regionalverkehr Ruhr-Lippe (RLG) und Regionalverkehr Münsterland (RVM) verwaltet.

## Geschichte
Die WLE wurde als Warstein-Lippstadter Eisenbahn-Gesellschaft am 22. November 1881 gegründet und die Stammstrecke von Lippstadt nach Warstein am 1. November 1883 eröffnet. An der Gründung war maßgeblich der Industrielle Wilhelm Bergenthal beteiligt, der anfangs im Vorstand beziehungsweise Aufsichtsrat saß.
Im Laufe der Jahre entstand ein rund 265 km langes Eisenbahnnetz in der preußischen Provinz Westfalen, das aus drei Hauptteilen bestand:
- die Stammbahn der WLE mit den Strecken Münster–Lippstadt–Warstein, Brilon–Soest und Neubeckum–Warendorf,
- die Nordbahn mit den Strecken Burgsteinfurt–Ahaus–Stadtlohn–Borken und Stadtlohn–Vreden sowie
- die Sennebahn von Wiedenbrück über Rietberg nach Sennelager. Diese Verbindung wurde im Volksmund auch „Senneblitz“ genannt.

Auf allen Strecken wurde Personen- und Güterverkehr durchgeführt, der regelmäßige Personenverkehr endete 1975. Heute führt die WLE bis auf wenige Sonderfahrten (etwa mit dem Samba-Express) ausschließlich Güterverkehr durch; es gibt noch 16 Güterverkehrsstellen. Die Wiederaufnahme des Personenverkehrs auf der Stammstrecke ist für ca. 2025 auf dem Abschnitt zwischen Münster und Sendenhorst geplant.
Der heutige Name Westfälische Landes-Eisenbahn wurde 1896 angenommen. Hauptgesellschafter war – neben Kreisen, Städten und Gemeinden – der Provinzialverband Westfalen, der nach dem Zweiten Weltkrieg durch den Landschaftsverband Westfalen-Lippe abgelöst wurde. Seine Aufgaben übernahm 1970 die neu gegründete Westfälische Verkehrsgesellschaft mbH. Die WLE ist seit 1980 eine GmbH. Das Stammkapital wird nach dem Ausscheiden der Westfälisch-Lippische Vermögensverwaltungsgesellschaft im Jahr 2011 zu fast drei Vierteln von den Kreisen Soest und Warendorf sowie den Stadtwerken Münster gehalten. Das restliche Viertel verteilt sich auf sieben Anliegerkommunen. Die Gesellschafter beteiligen sich entsprechend ihrem Anteil an der Übernahme des Jahresfehlbetrags.
Auf der Trasse über den Haarstrang, durch das Möhnetal von Soest nach Belecke und von Heidberg nach Brilon befindet sich heute der „Pengel-Anton“-Radwanderweg. Auf dem verbliebenen Reststück von Belecke nach Rüthen und einem kurzen Stück von Belecke in Richtung Soest findet Bedarfsgüterverkehr statt. Das Reststück ist, beginnend im Juni 2007, für mehr als eine Million Euro komplett saniert worden. Das Teilstück von Rüthen nach Heidberg wird nicht mehr befahren; die Gleise liegen noch mehrere Kilometer, wurden jedoch zum Teil abgebaut und für Ausbesserungen an anderen Stellen verwendet.
Auch die Sennebahn Wiedenbrück–Sennelager wurde zu einem Radwanderweg umgebaut.
Zu Freizeitzwecken werden mehrmals im Jahr von verschiedenen Vereinen Sonderfahrten auf dem Streckennetz der WLE angeboten.
Ende 2024 wurde bekannt, dass WLE durch ihre Gesellschafter (Kreise Warendorf/Soest und Stadtwerke Münster) mit einem Darlehen von über 5 Mio. Euro gestützt werden muss. Gründe seien Kündigungen von laufenden Verkehrsverträgen, Rückgänge im gesamten Verkehrsbereich sowie anstehende Hauptuntersuchungen an fünf Lokomotiven, die aus dem laufenden Geschäft nicht finanziert werden können.

### Unfälle
Am 10. September 2023 kam es in Geseke zu einem Zugunfall mit einem Zug der Eisenbahngesellschaft Potsdam, der von einer WLE-Lok geführt wurde. Dabei entgleiste ein mit Zement beladener Güterzug und der 30-jährige Triebfahrzeugführer kam zu Tode.

## Streckennetz

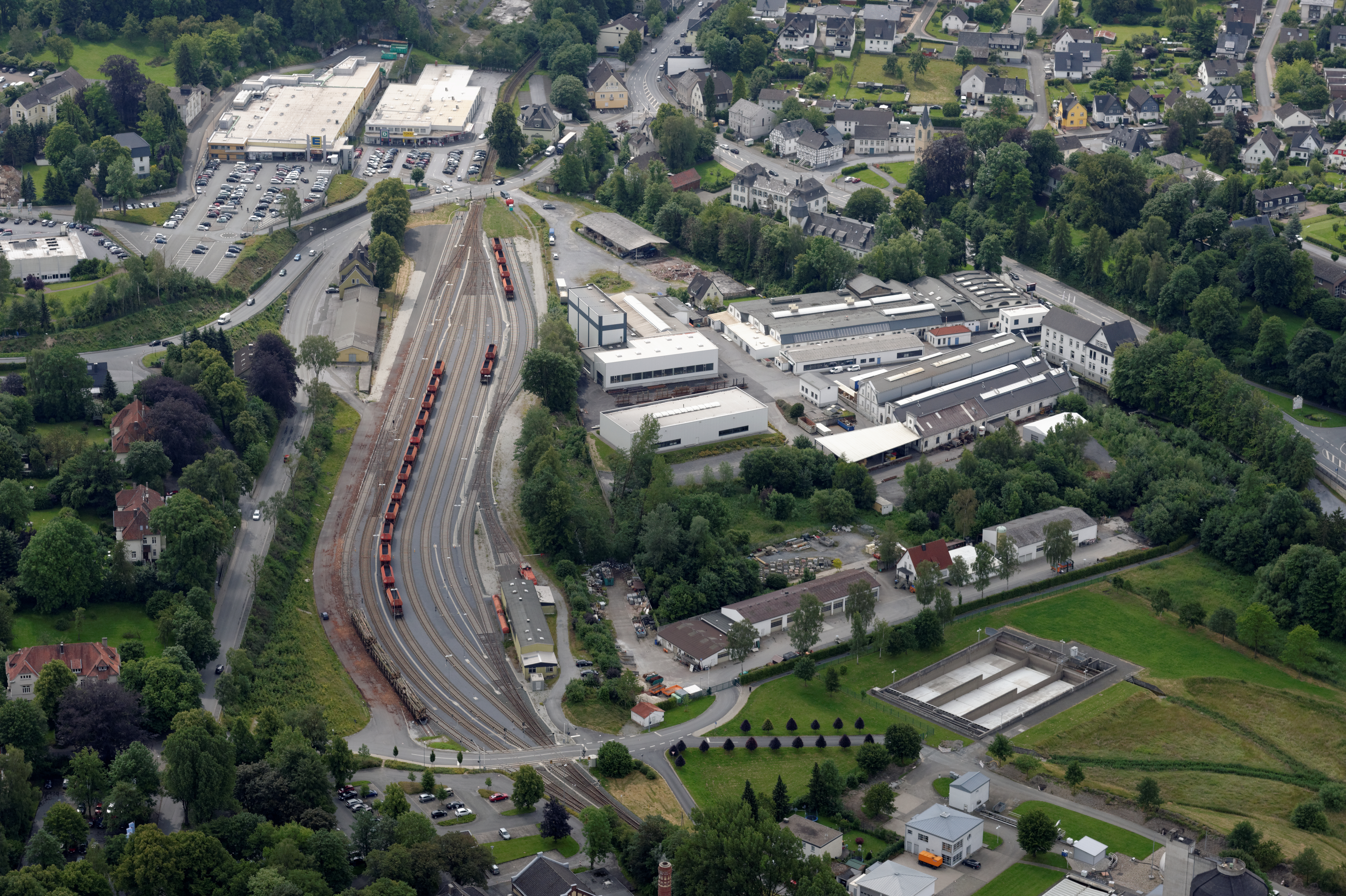
Güterbahnhof in Warstein

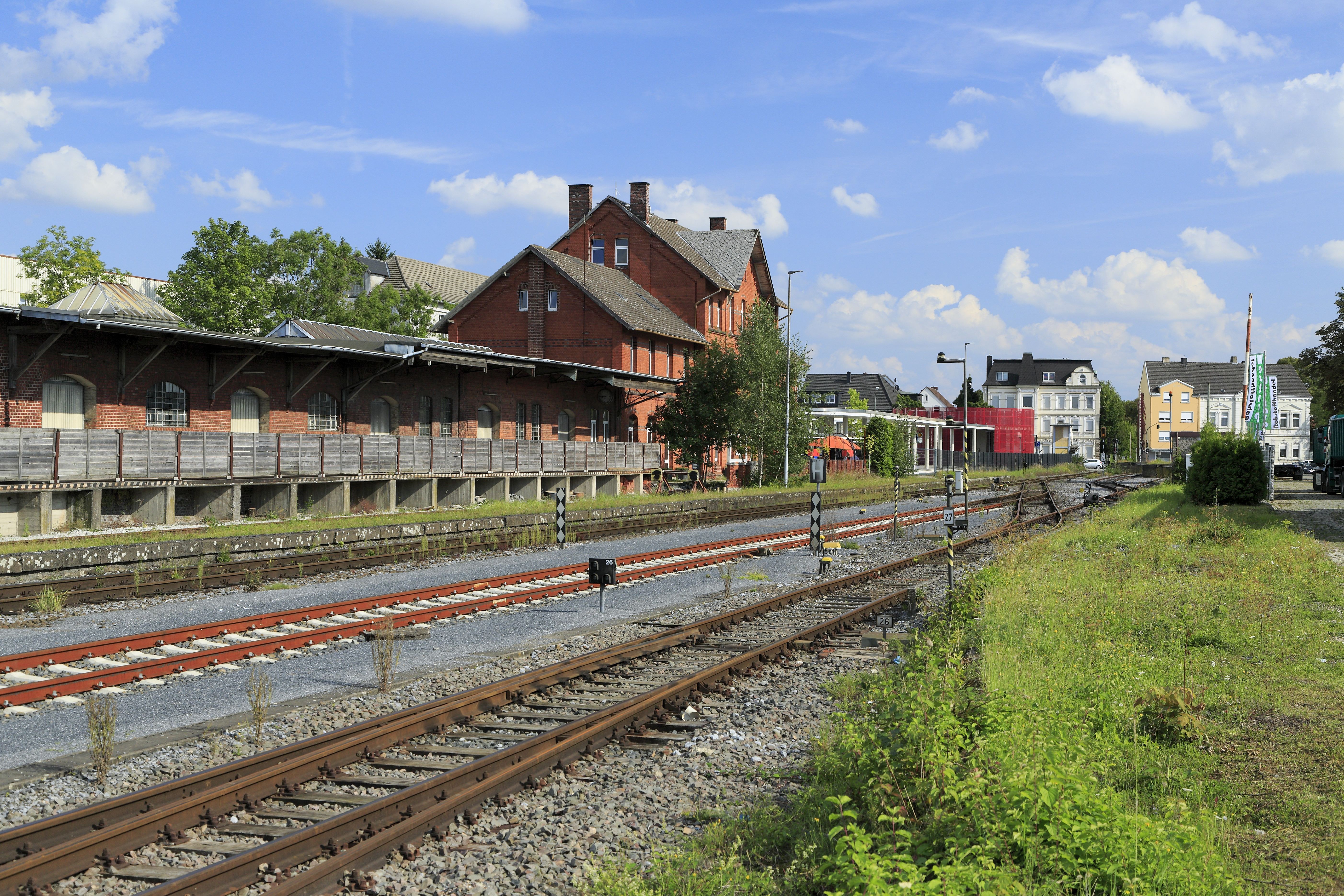
Bahnhof Beckum

Heute betreibt und befährt die WLE im Schienengüterverkehr ein 119 Kilometer langes Streckennetz, das die Städte Warstein, Belecke, Rüthen, Erwitte, Lippstadt und Beckum miteinander verbindet. Nachfolgend werden die einzelnen Strecken mit ihren Eröffnungs- und Stilllegungsdaten aufgeführt:
Stammbahn 170 km:
- 1. November 1883 Warstein–Belecke–Lippstadt, Personenverkehr am 27. September 1975 eingestellt
- 20. Oktober 1898 Lippstadt–Beckum, Personenverkehr am 31. Mai 1975 eingestellt
- 30. September 1903 Neubeckum–Münster, Personenverkehr am 27. September 1975 eingestellt; das 5,9 km lange Zwischenstück Beckum–Neubeckum wurde am 21. September 1879 als Staatsbahn eröffnet und gehört der heutigen Deutschen Bahn
- 15. April 1899 Neubeckum–Ennigerloh, Personenverkehr am 27. September 1970 eingestellt
- 22. Juli 1899 Ennigerloh–Freckenhorst, Personenverkehr am 3. Juni 1956 eingestellt
- 1. April 1901 Freckenhorst–Warendorf, stillgelegt am 3. Juni 1956
- 1. Dezember 1898 Brilon Stadt–Belecke, Personenverkehr am 26. September 1958 eingestellt, außer Eil-Triebwagen; 28. Mai 1960 Eil-Triebwagen eingestellt; am 28. Februar 1979 Güterverkehr bis Heidberg, am 31. Dezember 1994 bis Rüthen eingestellt
- 1. Dezember 1899 Belecke–Soest, Personenverkehr am 28. Mai 1960 eingestellt, 17. April 1970 stillgelegt, abgebaut

Im Frühjahr 2005 wurde ein 4,5 Kilometer langes Anschlussgleis zur Warsteiner Brauerei mit einem Containerterminal in Betrieb genommen.
Nordbahn 64 km:
- 1. Oktober 1902 Eröffnung; Personenverkehr am 31. Mai 1958 zwischen Stadtlohn und Vreden eingestellt; am 30. September 1962 zwischen Burgsteinfurt und Borken außer Eilzug eingestellt; am 27. September 1975 Personenverkehr komplett eingestellt; Güterverkehr am 31. Dezember 1972 zwischen Burgsteinfurt und Ahaus, am 27. September 1975 zwischen Ahaus und Stadtlohn eingestellt; 1984 ging die Bedienung der Strecke auf die Bundesbahn über. Die Strecke selbst blieb jedoch im Besitz der WLE; am 31. März 1988 Güterverkehr Vreden–Stadtlohn–Borken durch die DB stillgelegt und sofortiger Abbau der gesamten Strecke.

Sennebahn 32 km:
- 1. September 1902 Eröffnung; Personenverkehr am 31. März 1958 eingestellt; am 21. Mai 1966 Güterverkehr Delbrück–Sennelager, am 25. Mai 1990 Wiedenbrück–Delbrück eingestellt und stillgelegt; auf der Trasse zwischen Wiedenbrück und Delbrück verläuft heute ein Radweg.

## Schienengüterverkehr

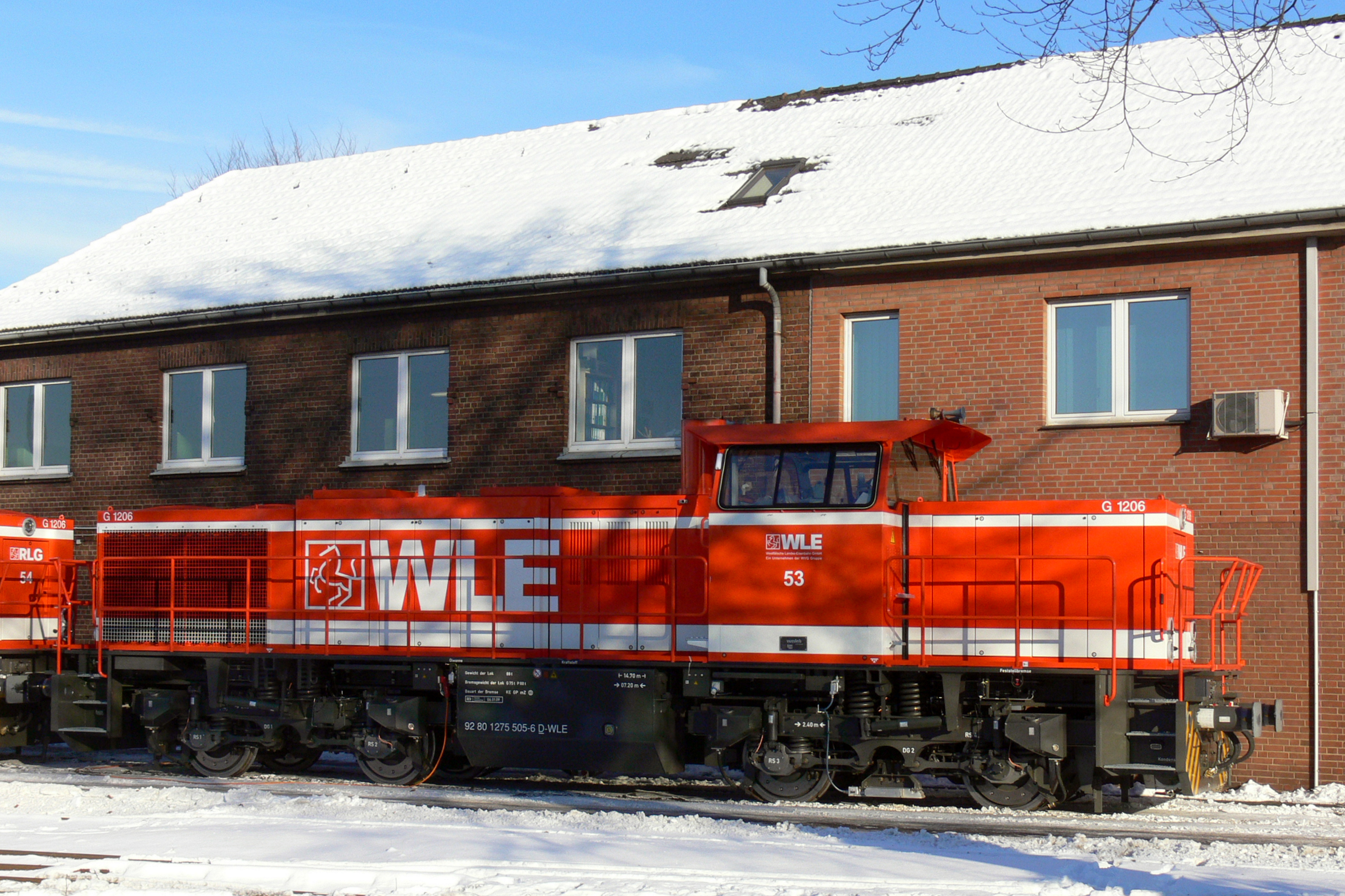
Diesellokomotive 53 des Typs MaK G 1206 der WLE in Moers

Der Güterverkehr wird in erster Linie auf dem eigenen Streckennetz zur Bedienung der dort vorhandenen Anschließer und zur Bedienung der Bahnhöfe mit Güterverladung durchgeführt. Hierfür stehen der WLE 15 Lokomotiven und 64 Spezialwaggons (überwiegend zum Transport von Kalkstein und Zement zu den Zementwerken im Raum Erwitte bis Ennigerloh) zur Verfügung. Im Jahr 2008 wurden 1,55 Millionen Tonnen über eine durchschnittliche Entfernung von 114 Kilometer befördert.
Seit der Bahnreform fährt auch die WLE zunehmend abseits ihres eigenen Streckennetzes. Dies betrifft vor allem die Versorgung der Zementwerke mit hochreinem Kalkstein und den Abtransport des Zements. Nach der Anbindung der Warsteiner Brauerei kam 2005 der wöchentliche Transport von Bier in Containerganzzügen („Warsteiner-Zug“) nach München und 2017 auch nach Hamburg hinzu.

## Archiv
Die archivwürdigen Unterlagen der WLE werden im Kreisarchiv Soest aufbewahrt.